# З кішки все і почалося...
«З кішки все і почалося...» (рос. «С кошки всё и началось») — білоруський радянський художній фільм 1982 року режисера Юрія Оксанченка за мотивами повісті Юрія Томіна «Нині все навпаки».

## Сюжет
Про те, як діти вирішили влаштувати свято непослуху.

## У ролях
- Олена Шабаліна
- Альоша Поспєлов
- Сергій Алексєєв
- Галина Білозьорова
- Тетяна Решетникова
- Світлана Суховєй
- Анатолій Грачов
- Юрій Ніколаєв
- Любов Рум'янцева
- Євген Крижановський
- Римма Маркова
- Віктор Іллічов
- Анатолій Равикович

## Творча група
- Сценарій: Юрій Томін
- Режисер: Юрій Оксанченко
- Оператор: Олександр Бетев
- Композитор: Володимир Кондрусевич